# Lonchaea spicata
Lonchaea spicata är en tvåvingeart som beskrevs av Macgowan 2008. Lonchaea spicata ingår i släktet Lonchaea och familjen stjärtflugor.
Artens utbredningsområde är Grekland. Inga underarter finns listade i Catalogue of Life.